# Accademia Reale Prussiana delle Scienze
L’Accademia Reale Prussiana delle Scienze fu fondata l'11 luglio 1700 a Berlino come  Sodalizio Elettorale di Brandenburgo delle Scienze, in tedesco Kurfürstlich Brandenburgische Societät der Wissenschaften dall'elettore di Brandeburgo Federico III. Il suo primo presidente fu Gottfried Wilhelm Leibniz, che progettò e sviluppò l'accademia insieme a Daniel Ernst Jablonski.

## Storia

### XVIII secolo
Dopo l'incoronazione dell'Elettore Federico III come Re Federico I. In Prussia l'accademia fu chiamata Sodalizio Reale Prussiano delle Scienze, in tedesco Königlich Preußische Sozietät der Wissenschaften nel 1701. A differenza di altre accademie, l'Accademia Prussiana delle Scienze non fu finanziata dallo Stato fino al 1809. Invece, ha dovuto pagare il proprio sostegno finanziario. Ha usato il monopolio proposto da Leibniz e approvato da Federico III il 10 maggio 1700 per produrre e vendere calendari nell'elettorato del Brandeburgo. L'accademia non ha ricevuto uno statuto fino al 1710. Un anno dopo l'accademia è stata ufficialmente aperta. Lo Statuto prevedeva la suddivisione dei membri dell'Accademia in quattro classi (due classi scientifiche e due classi umanistiche).
Mentre altre accademie come la Royal Society di Londra o l'Académie des sciences e l'Académie française di Parigi si sono limitate ad alcuni campi scientifici, l'Accademia in Prussia è stata la prima accademia in cui le scienze naturali e le scienze umane sono state combinate fin dall'inizio. La struttura di classe introdotta per la prima volta all'Accademia Prussiana delle Scienze servì da modello per le fondazioni accademiche successive. Dal 1710 al 1830 l'Accademia aveva due classi per le scienze naturali e matematica e due classi per le scienze umane. Dal 1830 al 1945 rimasero solo due classi, la classe fisico-matematica e la classe filosofico-storica. Le classi e il plenum, in cui i membri dell'Accademia si riunivano per consultazioni scientifiche, erano i comitati decisivi dell'Accademia Prussiana delle Scienze.
Sotto il regno di Federico II, l'Accademia subì una profonda riorganizzazione. All'inizio del 1744, il vecchio Sodalizio Reale Prussiano delle Scienze fu unito alla Nouvelle Société Littéraire, fondata a Berlino nel 1743, per formare l’Accademia Reale Prussiana delle Scienze. Lo statuto del 24 gennaio 1744 stabilì come innovazione il bando di gara pubblica dell'Accademia per l’assegno e l’offerta dei premi competitivi. Almeno nel XVIII secolo, il discorso pubblico della "République des Lettres" fu dominato dai premi assegnati dalle accademie europee. Con l'assegnazione dei premi, le accademie affrontano questioni scientifiche irrisolte del loro tempo e promuovono così lo sviluppo delle scienze. Tra i mandanti del premio all'Accademia Prussiana delle Scienze vi sono Jean le Rond d'Alembert, Johann Gottfried Herder, Moses Mendelssohn e Immanuel Kant.